# Voreilhebel

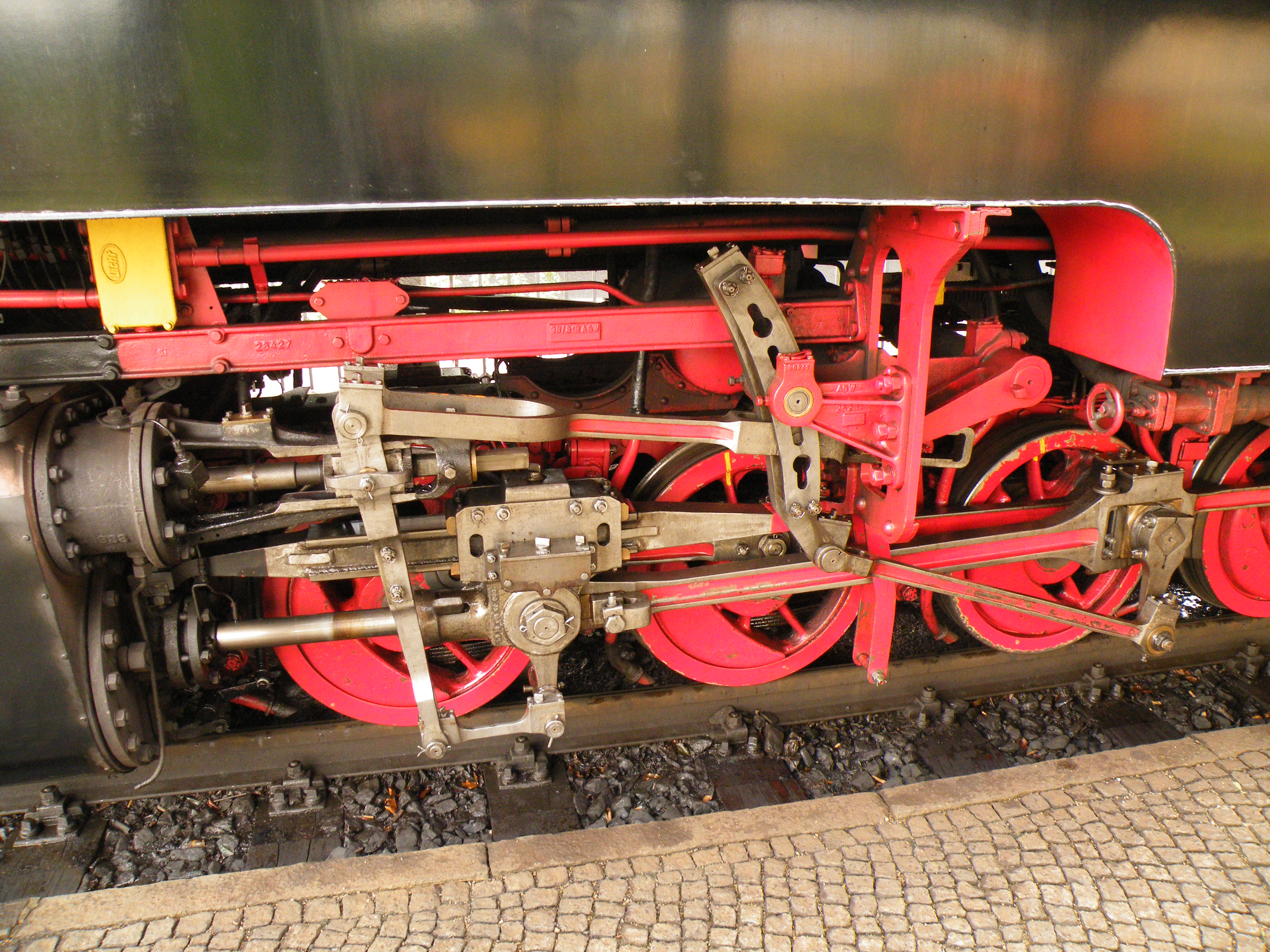
Voreilhebel neben dem Zylinder der 99 758

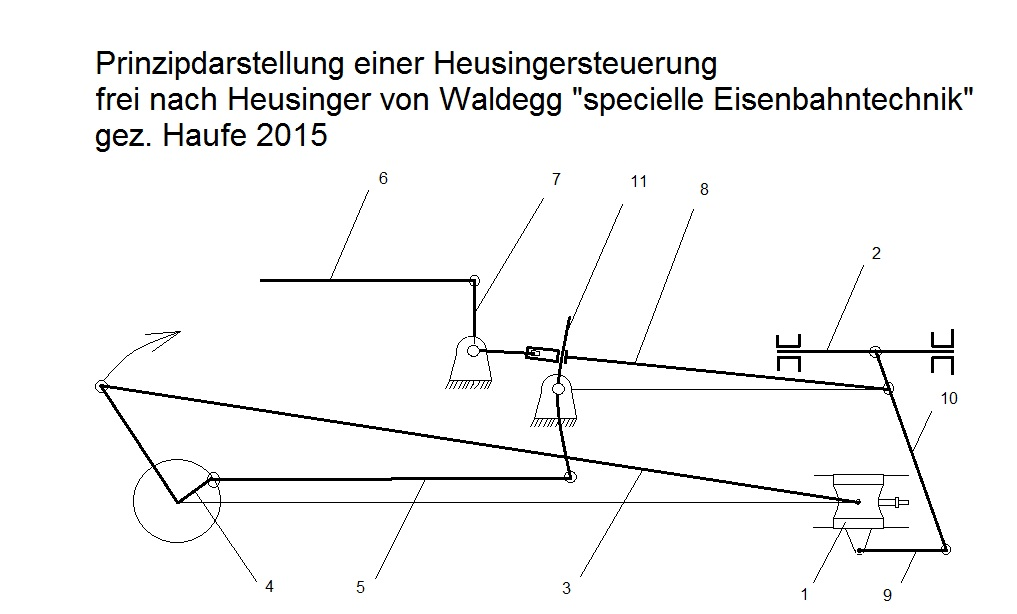
Prinzipdarstellung einer Heusinger-Steuerung

Die Voreilhebel ist ein Teil der äußeren Kulissensteuerung einer Dampflokomotive, von deren Klassifikation die bekannteste als Heusinger-Steuerung ausgeführt worden ist.

## Anwendung und Zweck
Der Voreilhebel überträgt über die Lenkerstange die Bewegung des Kreuzkopfes auf die Steuerungsstange. Diese Übertragung wird dabei direkt von der Stellung der Schieberschubstange beeinflusst. Dabei erkennt man auf dem Foto die beiderseitig gegabelte Ausführung und die dreifache Lagerung, wobei die Gabelung an der Schieberstange größer ausgeführt sind als bei der Lenkerstange. Auch erkennt man, dass der Voreilhebel im Bereich der Kreuzkopfführung nicht gegabelt ist. Das bedingt den Versatz zwischen Kolbenstangen- und Schieberstangenführung. Der Voreilhebel zählt zu den Bereichen der Steuerung mit stärkerer Bewegung und muss demzufolge intensiv geschmiert werden.
Auf der Skizze erkennt man gut die Dreiteilung des Voreilhebels. Wenn die Steuerung auf 0 steht, also die Schieberschubstange waagerecht liegt, werden keine Schwingungsbewegungen auf den Voreilhebel übertragen. Da wird lediglich die Bewegung des Kreuzkopfes über den Drehpunkt bei dem Voreilhebel auf die Schieberschubstange übertragen. Das Hebelverhältnis bei ihm ist so, dass die Kreuzkopfbewegung immer größer ist als die Schieberbewegung. Außerdem laufen auf dieser Skizze Kreuzkopf und Schieber entgegengesetzt. Bei den neueren Dampflokomotiven befindet sich der Drehpunkt in der Schieberschubstange außerhalb der Lagerung für die Schieberstange wie auf dem Foto zu sehen, so dass eine Gleichrichtung beider Schubstangen erreicht wird. Ist die Steuerung nun auf Füllung ausgelegt, also in der Lage wie auf der Skizze, wird zusätzlich noch die Bewegung der Schwinge auf den Voreilhebel übertragen. Da die Gegenkurbel die Bewegung auf die Schwinge um 90° voreilend überträgt, wird erreicht, dass die Steuerungsstange in den Endstellungen, und damit bei der Füllung des Zylinders mit Dampf, noch verharrt und erst nach der Rückwärtsbewegung des Kreuzkopfes aus der Endstellung zurückgezogen wird.